# 野球ベネズエラ代表
野球ベネズエラ代表（やきゅうベネズエラだいひょう、スペイン語: Selección de béisbol de Venezuela）は、ベネズエラにおける野球のナショナルチームである。

## 歴史
ワールドカップでは優勝3回、準優勝2回、3位入賞が4回ある。
2006年の第1回WBCでは、ヨハン・サンタナらをはじめとした豪華投手陣で臨んだが、2次リーグで敗退した。
北京五輪野球米大陸予選では、決勝リーグまで進むも5位におわった。
2007年のワールドカップに出場、グループリーグ6位で敗退した。
2009年の第2回WBCでは準決勝まで進むが、準決勝で韓国に敗退した。
2013年の第3回WBCでは優勝候補の一角とされていたが強豪国揃いのC組だったこともあり、ドミニカ共和国とプエルトリコに連敗し1次ラウンドで敗退した。
2016年10月から11月にかけて第1回WBSC U-23ワールドカップに出場。
2017年3月の第4回WBCでは1次ラウンドをイタリアとのプレーオフで勝利し突破したが、2次ラウンドで敗退した。

## 国際大会

### ワールド・ベースボール・クラシック
| 回 | 年   | 開催地                                                                       | 順位            |
| -- | ---- | ---------------------------------------------------------------------------- | --------------- |
| 1  | 2006 | アメリカ合衆国の旗 · 日本の旗 · プエルトリコの旗                             | 2次ラウンド敗退 |
| 2  | 2009 | アメリカ合衆国の旗 · 日本の旗 · プエルトリコの旗 · メキシコの旗 · カナダの旗 | ベスト4         |
| 3  | 2013 | アメリカ合衆国の旗 · 日本の旗 · プエルトリコの旗 · 中華民国の旗              | 1次ラウンド敗退 |
| 4  | 2017 | アメリカ合衆国の旗 · 日本の旗 · 大韓民国の旗 · メキシコの旗                  | 2次ラウンド敗退 |
| 5  | 2023 | アメリカ合衆国の旗 · 日本の旗 · 中華民国の旗                                 | ベスト8         |
| 6  | 2026 | アメリカ合衆国の旗 · 日本の旗 · プエルトリコの旗                             | 出場権獲得      |

### オリンピック
| 回 | 年   | 開催地       | 順位     |
| -- | ---- | ------------ | -------- |
| 26 | 1992 | バルセロナ   | 予選敗退 |
| 27 | 1996 | アトランタ   | 予選敗退 |
| 28 | 2000 | シドニー     | 予選敗退 |
| 29 | 2004 | アテネ       | 予選敗退 |
| 30 | 2008 | 北京         | 予選敗退 |
| 33 | 2021 | 東京         | 予選敗退 |
| 35 | 2028 | ロサンゼルス |          |

### WBSCプレミア12
| 回 | 年   | 開催地                                                | 順位 |
| -- | ---- | ----------------------------------------------------- | ---- |
| 1  | 2015 | 日本の旗 · 中華民国の旗                               | 10位 |
| 2  | 2019 | 日本の旗 · 中華民国の旗 · 大韓民国の旗 · メキシコの旗 | 7位  |
| 3  | 2024 | 日本の旗 · 中華民国の旗 · メキシコの旗                | 4位  |

### IBAFインターコンチネンタルカップ
- 2002年 - 6位

### IBAFワールドカップ
- 1941年　- 優勝
- 1942年　- 3位
- 1944年　- 優勝
- 1945年　- 優勝
- 1950年　- 3位
- 1951年　- 準優勝
- 1953年　- 準優勝
- 1961年　- 3位
- 1973年　- 3位
- 2007年　- グループリーグ敗退

### イタリアンベースボールウィーク
- 2005年 - 不参加
- 2007年 - 不参加
- 2009年 - 3位
- 2010年 - 不参加
- 2012年 - 不参加
- 2014年 - 不参加
- 2016年 - 不参加

## 代表選手
- 2006 ワールド・ベースボール・クラシック・ベネズエラ代表
- 2009 ワールド・ベースボール・クラシック・ベネズエラ代表
- 2013 ワールド・ベースボール・クラシック・ベネズエラ代表
- 2015 WBSCプレミア12 ベネズエラ代表
- 2017 ワールド・ベースボール・クラシック・ベネズエラ代表
- 2019 WBSCプレミア12 ベネズエラ代表
- 2023 ワールド・ベースボール・クラシック・ベネズエラ代表
- 2024 WBSCプレミア12 ベネズエラ代表